# كردوس

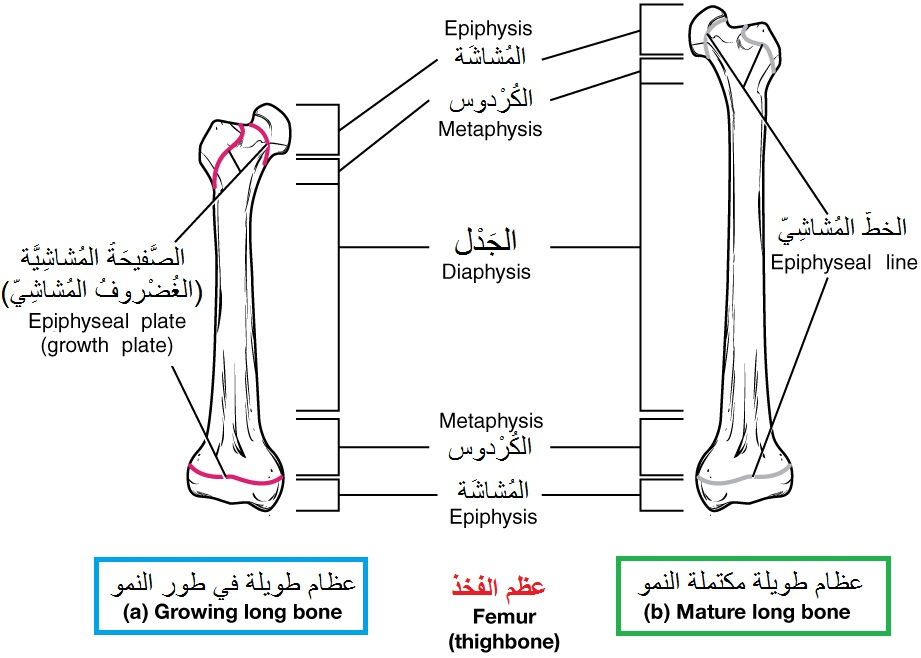
أجزاء العظم الطويل

الكردوس (بالإنجليزية: Metaphysis)‏ هو الجزء من العظام الطويلة الواقع بين المشاشة وجسم العظم، حيث تنمو العظام أثناء الطفولة.
تتكون صفيحة النمو تشريحياً من ثلاثة أجزاء؛ جزء غضروفي (الغضروف المشاشي)، وجزء عظمي (الكردوس)، وآخر ليفي على أطراف الصفيحة، وأثناء النمو ينمو كل من الجزء الغضروفي والعظمي، ثم تتوقف عند البلوغ (من 18- 25 عاماَ) إذ تتعظم.
أما وظيفة الكردوس في البالغين فهي نقل الحمل الحادث بسبب وزن الجسم من المفصل إلى الجدل.

## أهميته الإكلينيكية
نظراً لأنه جزء غني بالإمداد الدموي فهو معرض للعدوى دموية المنشأ مسببة التهاب العظم والنقي.
كما أنه معرض لأورام وأمراض عديدة كالساركوما العظمية (الورم الغرني العظمي)، والساركوما الغضروفية والليفية، وورم بانيات العظم، والورم الغضروفي الباطن، وخلل تنسج العظام، والورم العظمي العظماني، والورم الليفي غير المعظم، والكيسة العظمية البسيطة، والكيسة العظمية أمدمية الشكل.
وهي علامة هامة عند تشخيص مرض كساح الأطفال باستخدام الأشعة السينية؛ إذ تُظهر اضطرابات واضحة.

## روابط خارجية
- أطلس جسم الإنسان
- موسوعة الملك عبد الله بن عبد العزيز العربية للمحتوى الصحي